# Radical Women: Latin American Art, 1960–1985
Radical Women: Latin American Art, 1960-1985 est une exposition d'art féministe présentée au Hammer Museum à Los Angeles du 15 septembre au 31 décembre 2017. 
Les commissaires Cecilia Fajardo-Hill et Andrea Giunta ont sélectionné les œuvres de plus de 120 artistes sud-américaines ou d'origine sud-américaine, issues de 15 pays différents. Leurs œuvres, produites des années 1960 à 1985, sont des peintures, des photographies, de la vidéo ou des performances. 
L’événement voyage au Elizabeth A. Sackler Center for Feminist Art du Brooklyn Museum à New York du 13 avril au 22 juillet 2018, puis à la Pinacoteca de São Paulo, du 18 août au 29 novembre 2018.

## Artistes
Les artistes exposées sont, :
- Mara Alvares
- Yolanda Andrade
- Claudia Andujar
- Martha Araújo
- Margarita Azurdia
- Judith F. Baca
- Vera Chaves Barcellos
- Alicia Barney
- Gracia Barrios
- Lenora de Barros
- Maria Luisa Bemberg
- Delfina Bernal
- Olga Blinder
- Sybil Brintrup et Magali Meneses
- Roser Bru
- Teresa Burga
- Feliza Bursztyn
- Maris Bustamante
- Victoria Cabezas
- Gloria Camiruaga
- Delia Cancela
- María Teresa Cano
- Graciela Carnevale
- Barbara Carrasco
- Josely Carvalho
- Isabel Castro
- Maria Eugenia Chellet
- Lygia Clark
- Analívia Cordeiro
- Ximena Cuevas
- Liliane Dardot
- Luz Donoso
- Diana Dowek
- Sandra Eleta
- Diamela Eltit
- Paz Errázuriz
- Virginia Errázuriz
- Yolanda Freyre
- Iole de Freitas
- Anna Bella Geiger
- Gloria Gómez-Sánchez
- Beatriz González
- Mercedes Elena González
- Lourdes Grobet
- Carmela Gross
- Silvia Gruner
- Graciela Gutiérrez Marx (en)
- Sonia Gutiérrez
- Nelly Gutmacher
- Ester Hernández
- Narcisa Hirsch
- Kati Horna
- Graciela Iturbide
- Ana Victoria Jiménez
- Ana Kamien et Marilú Marini
- Sandra Llano-Mejía
- Karen Lamassonne
- Magali Lara
- Yolanda López
- Lea Lublin
- Clemencia Lucena
- Anna Maria Maiolino
- Márcia X.
- Liliana Maresca
- Poli Marichal
- María Evelia Marmolejo
- Wilma Martins
- María Martínez-Cañas
- Mónica Mayer
- Ana Mendieta
- Frieda Medín
- Sarah Minter
- Marta Minujín
- Sara Modiano
- Marta Moreno Vega
- Margarita Morselli
- Ana Vitória Mussi
- Rosa Navarro
- Polvo de Gallina Negra
- Marie Orensanz
- Margarita Paksa
- Sylvia Palacios Whitman
- Lygia Pape
- Letícia Parente
- Marta María Pérez
- Wanda Pimentel
- Liliana Porter
- Dalila Puzzovio
- Patricia Restrepo
- Carla Rippey
- Sophie Rivera
- Jesusa Rodríguez
- Margot Römer
- Nelbia Romero
- Lotty Rosenfeld
- Neide Sá
- Sylvia Salazar Simpson
- Zilia Sánchez
- Victoria Santa Cruz
- Marcia Schvartz
- Maria do Carmo Secco
- Regina Silveira
- Teresinha Soares
- Antonieta Sosa
- Tecla Tofano
- Amelia Toledo
- Janet Toro
- Celeida Tostes
- Teresa Trujillo
- Patssi Valdez
- Eugenia Vargas Pereira
- Regina Vater
- Cecilia Vicuña
- Ani Villanueva
- Pola Weiss
- Yeni et Nan
- Nirma Zárate

## Catalogue
Le catalogue de l’exposition, publié en parallèle de l’événement, comprend plusieurs essais, ainsi que des notices biographiques et plus de 150 pages illustrées d'œuvres. 

## Réception
L'exposition est classée parmi les manifestations artistiques les plus importantes de la décennie 2010-2019 par le site Hyperallergic.